# American Visionary Art Museum
L'American Visionary Art Museum est un musée d'art fondé et dirigé par Rebecca Hoffberger, et situé à Baltimore (Maryland, États-Unis).
Inauguré le 24 novembre 1995, il est localisé au sud de l'Inner Harbor sur un terrain légué par la ville. Ce terrain ne fut cédé qu'à la condition qu'y soit effectué une dépollution des anciennes industries présentes sur le site. Il regroupe aujourd'hui 5 000 réalisations d'art brut.

## Expositions
Depuis son ouverture, l'AVAM présente chaque année, en continu, une grande exposition thématique et collective :
- The Marriage of Art, Science & Philosophy, 2008/09
- All Faiths Beautiful, 2007/08Autour des croyances
- Home & Beast, 2006/07Autour des représentations de l'animal et de son rapport avec l'homme
- Race, Class, Gender ≠ Character, 2005/06Ou comment dépasser et transcender les idées de races et de genres
- Holy H2O: Fluid Universe, 2004/05Autour de l'eau, de la mer, de la figure de la sirène...
- Golden Blessings of Old Age & Out of the Mouths of Babes, 2003/04Sagesse de jeunes artistes, folie des anciens ? L'exposition bouscule les préjugés en matière d'âge des créateurs
- High On Life: Transcending Addiction, 2002/03Sur le rapport entre la création et l'expérience des drogues
- The Art of War and Peace, 2001/02Représentations de la Guerre, réelles ou archétypales et des utopies pacifistes
- Treasures of the Soul: Who is Rich?, 2000/01Réflexions autour de la richesse intérieure
- We Are Not Alone - Angels and Other Aliens, 1999/2000Visions célestes, des Anges aux Extra-terrestres
- Love: Error and Eros, 1998/99Les représentations de l'Amour (l'amour vrai, l'amour déçu, l'amour profane, l'amour divin et l'amour perdu)
- The End is Near - Visions of Apocalypse, Millenium, and Utopia, 1997/98Sur la fin du Monde, les visions millénaristes et apocalyptiques
- Wind in my Hair, 1996/97Quel est le moteur de la Création ? En partant des éoliennes mues par le vent jusqu'aux aspirations les plus spirituelles
- Tree of Life, 1995/96Autour de la figure de l'arbre